# Novelles (Tavertet)
Novelles és una masia de Tavertet (Osona) inclosa a l'Inventari del Patrimoni Arquitectònic de Catalunya.

## Descripció
Masia de grans dimensions i de planta rectangular en forma de L (16x13 metres). Té la coberta a dos vessants amb el carener perpendicular a la façana situada a llevant. Està adossada parcialment al pendent del terreny per llevant. Consta de planta baixa, primer pis i golfes, i per la façana oest presenta també uns baixos. En aquesta façana presenta un annex a la planta i un gran porxo a nivell de planta baixa i primer pis. La façana principal presenta un eix de composició simètric respecte al portal central d'entrada. Les obertures tenen els emmarcaments de pedra picada, com els escaires de tot l'edifici. El portal principal té la data 1695 i una inscripció, i una finestra té la data 1723.
La masoveria és una petita masia adossada parcialment al pendent del terreny per la façana nord, on presenta un petit annex. Està coberta a dos vessants amb el carener perpendicular a la façana que està situada a migdia. Consta de planta, primer pis i golfes. Les façanes nord i oest no tenen gairebé cap finestra. Els emmarcaments de les obertures i els escaires són de pedra picada.

## Història
Masia del segle XVII-XVIII que havia estat un casal noble que havia tingut tres masoveries i una cambreria interior. Es troba registrada en els fogatges del "Castell y terme de Tavertet fogajat a 5 d'octubre 1553 per Joan Montells balle, Pere Closes y Climent Parareda promens com ampar en cartes 223" on consta un tal "Bertomeu Novelles dessa".
La masoveria sembla que fou la primera casa de pagès de Novelles, després masoveria i, més tard, l'habitatge del pastor.